# الانتخابات الرئاسية الفنلندية 2006
الانتخابات الرئاسية الفنلندية هي الانتخابات المباشرة التي عقدت في 15 يناير و19 يناير 2006. حيث شهدت تنصيب المترشحة تاريا هالونن لمنصب رئاسة الجمهورية الفنلندية لفترة ثانية لـ 6 سنوات.